# Dariusz Domagalski
Dariusz Domagalski (ur. 1972 w Gdyni) – polski pisarz, scenarzysta komiksów.

## Życiorys
Zadebiutował w 2006 roku humoreskami o załodze ORP "Dzik", publikowanymi na łamach miesięcznika Science Fiction, Fantasy i Horror. W kwietniu 2009 roku opublikował opowiadanie "Ognie na wzgórzach", będące prologiem krzyżackiego cyklu powieściowego, obejmującego okres wielkiej wojny z zakonem krzyżackim (1409-1411), łączącego historię i fantasy z elementami mistycyzmu. Później podejmował różne kierunki literatury popularnej: kryminał (Cherem), powieść historyczną (Vlad Dracula) i science-fiction (Silentium Universi).

## Publikacje

### Opowiadania
- 2009 – Ognie na wzgórzach, Science Fiction, Fantasy i Horror 3 (42) 2009

### Książki
- Cykl Krzyżacki:
  - 2009 – Delikatne uderzenie pioruna[2]
  - 2009 – Aksamitny dotyk nocy[3]
  - 2010 – Gniewny pomruk burzy[4]
  - 2011 – I niechaj cisza wznieci wojnę[5] – zbiór 6 opowiadań
  - 2017 – Złowieszczy szept wiatru[6]

- 2011 – Cherem[7]
- 2011 – Vlad Dracula[8]
- 2012 – Silentium Universi[9]
- 2013 – Piraci północy: Bractwo (Erica)[10]
- 2015 – Osobliwość[11]
- 2016 – Angele Dei[12]
- Hajmdal:
  - 2018 – Początek Podróży[13]
  - 2018 – Księżyce Monarchy[14]
  - 2019 – Bunt[15]
  - 2020 – Więzy Krwi[16]
  - 2021 – Relikt[17]
  - 2022 – Ostatnia bitwa[18]